# Karboxymethyl
Karboxymethyl (-CH2-COOH) je složená funkční skupina, která se skládá z methylu a karboxylu. 

## Sloučeniny obsahující karboxymethyl
V podstatě nejjednodušší karboxymethylovou sloučeninou je kyselina octová, dále sem patří kyselina propanová, kyselina máselná a vyšší karboxylové kyseliny.
Karboxymethylovou sloučeninou je také karboxymethylcelulóza.